# Caria
Caria (/ˈkɛəriə/; từ tiếng Luwian: Karuwa, "steep country"; tiếng Hy Lạp cổ: Καρία, Karia - nghĩa là "thác nước")
là một khu vực ở tây nam Tiểu Á, kéo dài dọc theo bờ biển bắt đầu từ giữa Ionia (Mycale) phía nam đến Lycia và đông đến Phrygia.
Khoảng thế kỷ 16 - 15 TCN, người Hittites đã có mặt trên vùng đất này. Đến thế kỷ 11 TCN, các tộc người Hy Lạp Ionian và Dorian từ miền đông Anatolia đã đến và họ đã hòa vào dân cư Caria trong quá trình hình thành nên những quốc gia Hy Lạp ở đó. Những cư dân Caria được gọi là người Caria. Họ đã đến đó trước người Hy Lạp. Sau chiến tranh thành Troy, tộc người Ionien và Dorien đã xâm chiếm khu vực và thực hiện nhiều chính sách, mà trong nhiều thế kỷ sau đó thành phố đã phát triển mạnh, cho đến đầu thứ sáu thế kỷ trước Công nguyên.